# André Dupuy
André Pierre Louis Dupuy (Soustons, 13 febbraio 1940) è un arcivescovo cattolico e diplomatico francese, per anni nunzio apostolico al servizio della Santa Sede.

## Biografia
André Pierre Louis Dupuy è nato il 13 febbraio 1940 a Soustons, in Aquitania. È stato ordinato sacerdote della diocesi di Aire e Dax l'8 luglio 1972. Ha studiato a Bordeaux, Dax e Roma, conseguendo un dottorato in storia. È entrato nel servizio diplomatico della Santa Sede e tra il 1974 e il 1991 ha ricoperto incarichi in Venezuela, Tanzania, Paesi Bassi, Libano, Iran e Irlanda. Ha lavorato presso la Missione permanente della Santa Sede presso le Nazioni Unite a New York dal 1991 al 1993.
Il 6 aprile 1993, papa Giovanni Paolo II lo ha nominato arcivescovo titolare di Selsey e nunzio apostolico in Ghana, Benin e Togo. Ha ricevuto la consacrazione episcopale a Dax il 6 giugno dal cardinale Angelo Sodano, segretario di Stato. Si è dimesso dall'incarico in Benin il 27 novembre 1999.
Il 27 marzo 2000 il pontefice lo ha nominato nunzio in Venezuela. Durante l'incarico ha curato una raccolta di estratti di oltre 1300 discorsi tenuti da rappresentanti della Santa Sede ad organizzazioni internazionali tra il 1970 e il 2000. È apparso nel 2003 come Words That Matter. Lo ha descritto come "uno strumento di lavoro destinato agli esperti di diritto internazionale, un testo da consultare per i diplomatici e per chiunque desideri conoscere meglio la posizione della Santa Sede su determinate questioni internazionali".
Papa Benedetto XVI lo ha nominato nunzio nella Comunità europea il 24 febbraio 2005, aggiungendo il ruolo di nunzio a Monaco l'11 luglio 2006. È stato il primo a detenere il titolo di nunzio a Monaco, successivamente è stato nominato con la stessa carica nei Paesi Bassi, da cui si è dimesso nel 2015.

## Pubblicazioni
- (FR) La Diplomatie du Saint-Siège après le 2e Concile du Vatican: le pontificat de Paul VI, 1963-1978, Téqui, 1980, ISBN 2852444321.

## Genealogia episcopale e successione apostolica
La genealogia episcopale è:
- Cardinale Scipione Rebiba
- Cardinale Giulio Antonio Santori
- Cardinale Girolamo Bernerio, O.P.
- Arcivescovo Galeazzo Sanvitale
- Cardinale Ludovico Ludovisi
- Cardinale Luigi Caetani
- Cardinale Ulderico Carpegna
- Cardinale Paluzzo Paluzzi Altieri degli Albertoni
- Papa Benedetto XIII
- Papa Benedetto XIV
- Papa Clemente XIII
- Cardinale Marcantonio Colonna
- Cardinale Giacinto Sigismondo Gerdil, B.
- Cardinale Giulio Maria della Somaglia
- Cardinale Carlo Odescalchi, S.I.
- Vescovo Eugène de Mazenod, O.M.I.
- Cardinale Joseph Hippolyte Guibert, O.M.I.
- Cardinale François-Marie-Benjamin Richard de la Vergne
- Cardinale Pietro Gasparri
- Cardinale Clemente Micara
- Cardinale Antonio Samorè
- Cardinale Angelo Sodano
- Arcivescovo André Pierre Louis Dupuy

La successione apostolica è:
- Vescovo Lucas Abadamloora (1994)